# A2 (časopis)

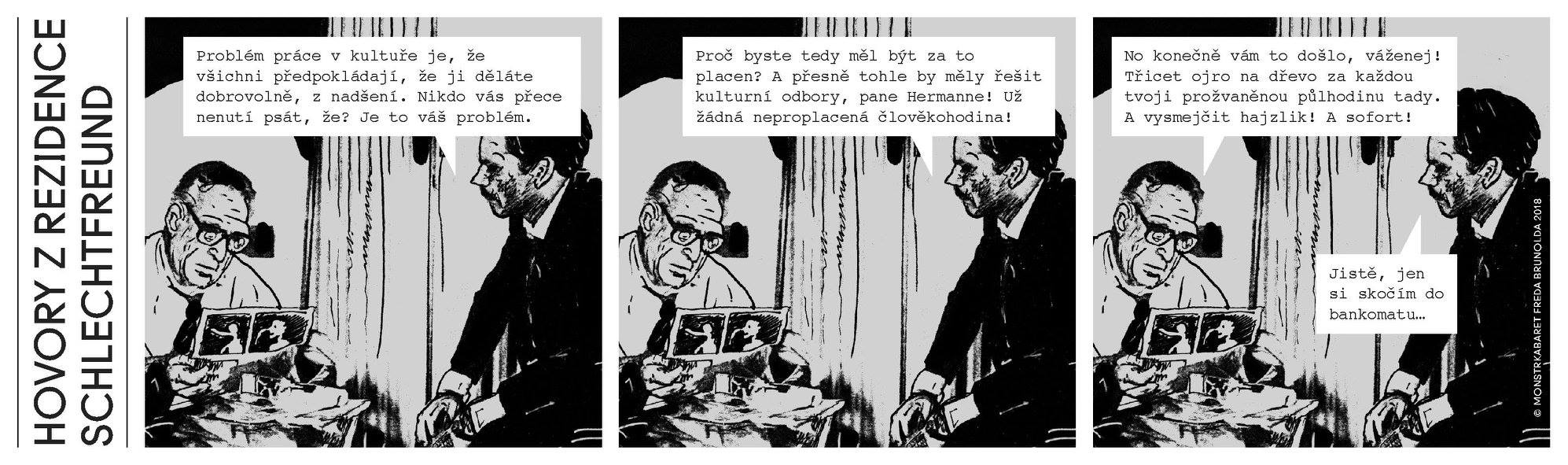
Hovory z Rezidence Schlechtfreund

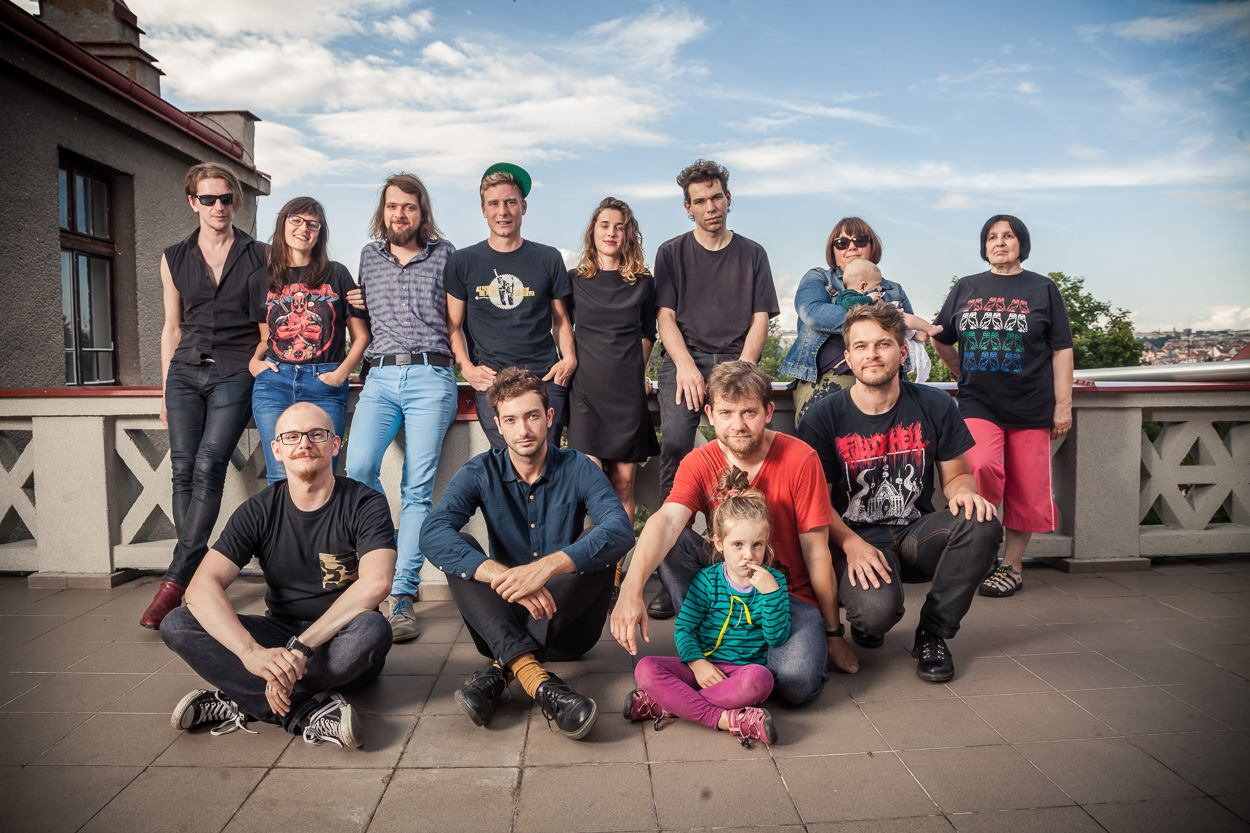
Redakce A2 na terase nuselské sokolovny

A2 je nezávislý kulturní kritický čtrnáctideník, který organicky reflektuje i společenské dění a politiku. Vychází každou druhou středu na 32 stranách novinového formátu a zveřejňuje eseje, poezii a prózu, recenze, publicistiku a kulturní servis; rovněž se orientuje na kritickou reflexi domácího literárního dění, zahraniční umění, alternativní kulturu a kulturní politiku, ale i politickou filozofii a politický aktivismus různých protestních hnutí a subkultur. Každé číslo má své základní téma. Médium spolupracuje se zahraničními časopisy. 

## Charakteristika
Médium reflektuje kulturu v co nejširším pojetí, tedy včetně společenského dění a politiky. Podtitul kulturní čtrnáctideník naznačuje, že společenská problematika je přitom chápána jako nedílná součást kulturního dění. A2 vychází každou druhou středu (do roku 2008 šlo o týdeník) a má 32 stran novinového formátu. Vydavatelem je A2, o.p.s. (IČO 27046257), které pobírá dotace Ministerstva kultury ČR, Státního fondu kultury a MČ Praha 4.
Svým obsahem i přístupem se A2 snaží vytvářet alternativu k hlavnímu proudu, jehož specifika zároveň kriticky reflektuje. Publikované texty mají akademické zázemí, ale zároveň punkový přístup, což se odráží v autorském rozkročení časopisu – pro A2 píší nejen respektovaní publicisté, literáti, výtvarníci, hudebníci a akademičtí pracovníci, ale také aktivisté, začínající autoři, studenti nebo výrazné osobnosti společenského a kulturního dění.
Hlavní snahou redakce je pojímat kvalitní živé umění v kontextu – ostatních druhů umění, aktuální světové tvorby a společenských fenoménů. I z toho důvodu se A2 nebrání ani čistě politickým tématům, která jsou pravidelnou – i když nikoliv převládající – textovou náplní periodika.
A2 zveřejňuje eseje, dosud nepublikovanou poezii a prózu, recenze, publicistiku a kulturní servis; každé číslo má své základní téma, jemuž se zpravidla věnuje 5–10 textů. Výrazná je orientace na zprostředkování zahraničního umění, kritická reflexe domácího literárního dění, zájem o alternativní kulturu a kulturní politiku, ale i politickou filozofii a politický aktivismus nejrůznějších protestních hnutí a subkultur. A2 spolupracuje se zahraničními časopisy – slovenským Kapitálem, polským Krytyka Polityczna, maďarským Kettős Mérce – i některými českými specializovanými časopisy (HIS Voice, Cinepur, iLiteratura.cz).
V lednu 2022 redakce A2larm.cz, online komentářového webu deníku Alarm se samostatnou redakcí a obsahem zaměřeným na domácí a zahraniční politiku původně vydávaná A2 o.p.s., založila vlastní právní subjekt Deník Alarm, z. ú. (dále viz Deník Alarm) a pokračuje zcela samostatně.

## Redakce a spolupracovníci
A2 založila v říjnu 2005 v Praze skupina redaktorů, jež na jaře téhož roku odešla z týdeníku Literární noviny po sporu s šéfredaktorem Jakubem Patočkou. Až na několik málo osob se jednalo takřka o celou tehdejší redakci Literárních novin včetně editora a grafika. Události kolem rozpadu redakce Literárních novin zachytil ve svém deníkovém románu Hodiny klavíru Ludvík Vaculík. Název A2 je odvozen z adresy původní redakce (Americká 2, Praha 2 – Vinohrady; nyní Na Květnici 700/1A). Traduje se, že jej vymysleli společně jeden ze zakládajících redaktorů, filmový vědec a esejista Jiří Cieslar a tehdejší grafik Marek Naglmüller. U zrodu časopisu stála řada kulturních a společenských autorit (Karel Hvížďala, Vít Kremlička). Od založení časopisu do roku 2011 byla šéfredaktorkou rusistka a literární kritička Libuše Bělunková, od počátku roku 2012 byl šéfredaktorem bohemista a literární kritik Karel Kouba, od února 2021 je šéfredaktorem Lukáš Rychetský.
Členy současné redakce jsou Lukáš Rychetský (šéfredaktor, společnost), Michal Špína (zástupce šéfredaktora, literatura, esej), Blanka Činátlová (literatura), David Bláha (výtvarné umění), Ondřej Klimeš (hudba, vedoucí vydání), Jan Klamm (hudba, vedoucí vydání), Marta Martinová (divadlo, rozhovor), Matěj Metelec (recenze čísla), Karel Kouba (literatura), Tomáš Stejskal (film). Jedinou editorkou je po celou existenci A2 Věra Becková, která stejnou pozici zastávala již v Literárních novinách. Grafikem je Lukáš Fairaisl. O web se stará Jiří G. Růžička. Časopis kolem sebe soustřeďuje autory z univerzitního prostředí, často z mladé generace. K zavedeným přispěvatelům patří Petr Fischer, Milena Bartlová, Jiří Přibáň, spisovatel S.d.Ch., Karel Veselý, Petr Borkovec, Ondřej Slačálek, Jan Štolba, Petr A. Bílek, Jiří Zizler, Nina Vangeli, Tomáš Pospiszyl, Ľubica Kobová, Josef Fulka, Marie Langerová, Tomáš Glanc, Ladislav Šerý, Ondřej Škrabal ad.
Ke stálým ilustrátorům patří Martin Kubát, Alexey Klyuykov, Eva Maceková, Jiří Franta a David Böhm, Vojtěch Mašek. Časopis je sázen písmy Andulka typografa Františka Štorma (Storm Type Foundry) a a Botanika typografa Tomáše Brousila (Suitcase Type Foundry). Původní grafická úprava, ze které časopis vychází dodnes, vznikla ve spolupráci solitérního grafika Marka Naglmüllera a Heleny Šantavé, odborné asistentky ateliéru ilustrace a grafiky Juraje Horvátha na VŠUP.
A2 spolupracuje s řadou kulturních institucí (např. Galerie hlavního města Praha, Česká centra, Francouzský institut v Praze, Goethe-institut, Heinrich-Böll-Stiftung, brněnské HaDivadlo, Muzeum romské kultury, Člověk v tísni, Obec překladatelů, Ústav pro českou literaturu AV ČR, Český rozhlas 3 – Vltava, Rádio 1) a projektů (literární soutěž Magnesia Litera, veletrh Svět knihy, Letní filmová škola, Mezinárodní festival dokumentárních filmů Jihlava, Pražské Quadriennale, STIMUL festival). Redakce pořádá také kulturní akce: čtení, koncerty (A2+) či debaty (Kritický klub A2, Diskuze A2). Množství koncertů se koná v pražských podnicích (Underdogs', Punctum, Potrvá atd.), nebo také v brněnském Kabinetu múz a ostravském knižním klubu Fiducia. V minulosti řada debat proběhla například v Komunitním centru Zdena, v prostorách Vysoké školy kreativní komunikace nebo v kavárně Periferie. Velká část diskuzí se uskutečnila mezi lety 2016–2025 v brněnském HaDivadle.
V roce 2008 byla A2 jedním z iniciátorů petice Za Prahu kulturní.

## Ocenění

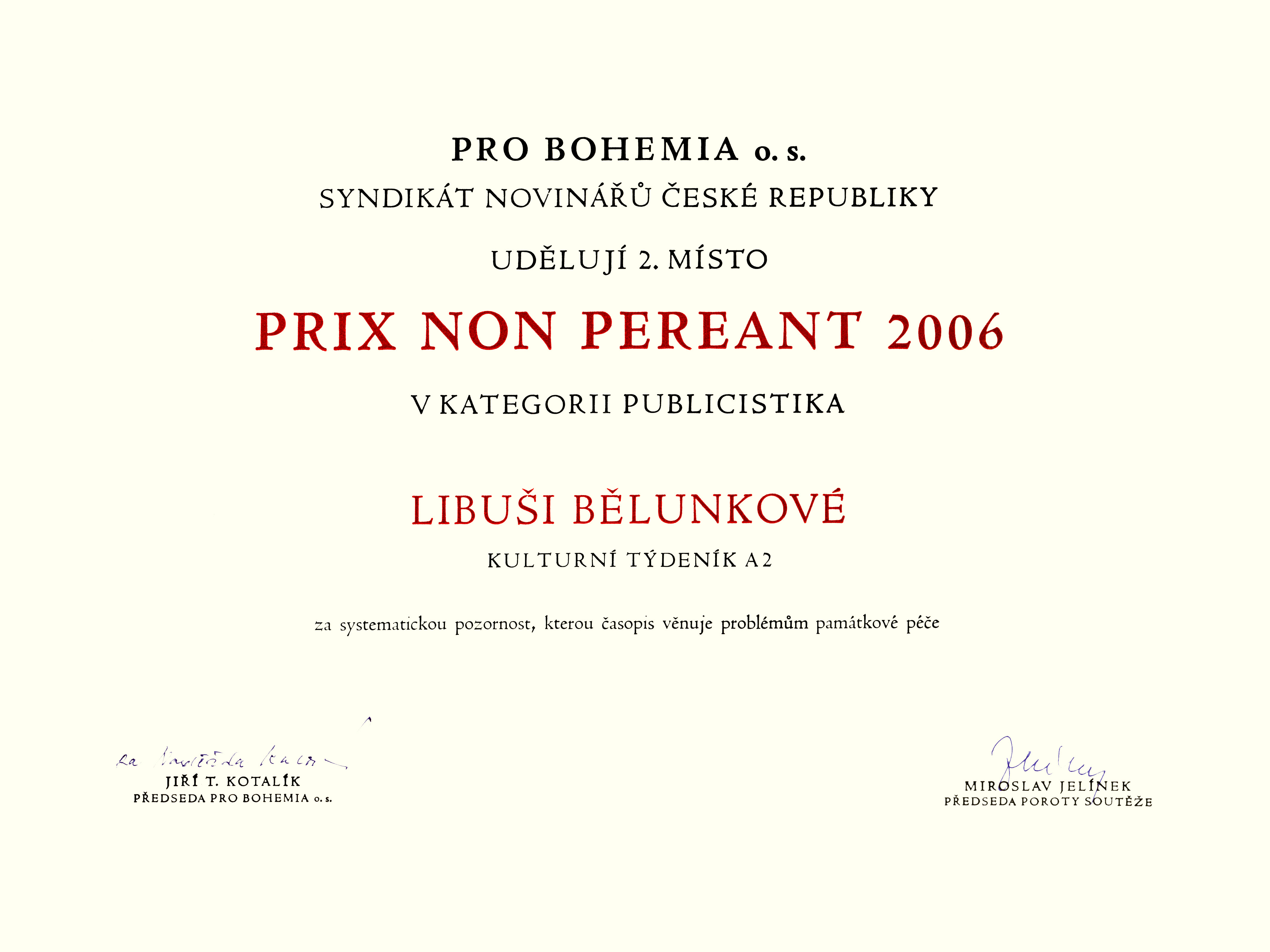
Diplom za 2. místo ceny Média na pomoc památkám

Šéfredaktorka Bělunková získala za rok 2006 druhé místo v kategorii publicistika ceny Média na pomoc památkám, kterou pořádají Syndikát novinářů ČR a občanské sdružení Pro Bohemia, „za systematickou pozornost, kterou časopis věnuje problémům památkové péče, promyšlenou volbu různorodých témat a autorů, a cílevědomé úsilí o zvýšení autority památkářů a lepší spolupráci mezi nimi, architekty a úřady“.
V listopadu 2007 obdrželi Džian Baban a Vojtěch Mašek, tvůrci humoristického komiksu Hovory z Rezidence Schlechtfreund vycházejícího na poslední straně A2, nově založenou cenu Muriel udílenou festivalem KomiksFEST! v kategorii nejlepší komiksový strip.

## A2larm
V září 2013 byl pod organizací A2, o.p.s., spuštěn online komentářový deník A2larm se samostatnou redakcí a odděleným financováním. Jeho obsah se z větší části týká domácí i zahraniční politiky. Šéfredaktorem webu A2larm byl od jeho vzniku Jaroslav Fiala, v listopadu 2019 jej vystřídal Jan Bělíček. Členky redakce jsou mimo jiné Apolena Rychlíková nebo Saša Uhlová. V roce 2022 byla založena samostatná organizace Deník Alarm, z.ú., pod níž vydávání online deníku pokračuje.